# 레이 몽고메리
레이 몽고메리(Ray Montgomery, 1922년 5월 27일 ~ 1998년 6월 4일)는 미국의 배우, 텔레비전 배우이다.
로스앤젤레스에서 태어났으며 샌타바버라에서 사망하였다.

## 영화
- 형사 마디간 (1968년)
- 가이드 포 더 메리드 맨 (1967년)
- 사이렌서 (1966년)
- 브레인스톰 (1965년)
- 몬스터 가족 (1964년)
- 선셋 77번가 (1958년)
- 바머스 B-52 (1957년)
- 페리 메이슨 (1957년)
- 페이튼 플레이스 (1957년)
- 달려라 래시 (1954년)
- 사우스 스트리트의 소매치기 (1953년)
- 신사는 금발을 좋아한다 (1953년)
- 애보트와 코스텔로- 크리스마스 쇼 (1952년)
- 몽키 비지니스 (1952년)
- 말 많은 세상 (1951년)
- 러브 네스트 (1951년)
- 미스터 빌비디어 링스 더 벨 (1951년)
- 스타리프트 (1951년)
- 론 레인저 - 49년 시리즈 (1949년)
- 이츠 어 그레이트 필링 (1949년)
- 화이트 히트 (1949년)
- 준 브라이드 (1948년) - 짐 밋첼 역
- 투 더 빅터 (1948년)
- 조니 벨린다 (1948년)
- 댓 하겐 걸 (1947년)
- 에어 포스 (1943년)